# Neobisnius
Neobisnius — род стафилинид из подсемейства Staphylininae.

## Описание
Первый сегмент задней лапки не длиннее пятого. Последний сегмент челюстных щупиков резко суживается к вершине.

## Систематика
К роду относятся:
- вид: Neobisnius lathrobioides (Baudi di Selve, 1848)
- вид: Neobisnius orbus (Kiesenwetter, 1850)
- вид: Neobisnius procerulus (Gravenhorst, 1806)
- вид: Neobisnius prolixus (Erichson, 1840)
- вид: Neobisnius villosulus (Stephens, 1832)